# ATP Challenger Pörtschach
Der ATP Challenger Pörtschach (offiziell: Pörtschach Challenger) war ein Tennisturnier, das 1997 einmal in Pörtschach am Wörther See, Österreich, stattfand. Es gehörte zur ATP Challenger Tour und wurde im Freien auf Sand gespielt.

## Liste der Sieger

### Einzel
| Jahr | Sieger                | Finalgegner           | Ergebnis |
| ---- | --------------------- | --------------------- | -------- |
| 1997 | Christophe van Garsse | Jean-Baptiste Perlant | 7:5, 6:1 |

### Doppel
| Jahr | Sieger                       | Finalgegner                  | Ergebnis |
| ---- | ---------------------------- | ---------------------------- | -------- |
| 1997 | Jaymon Crabb Mikael Stadling | Dejan Petrović Grant Silcock | 7:5, 6:3 |